# 扎卡尼塞克
扎卡尼塞克，是匈牙利琼格拉德州所辖的一个村。总面积66.07平方公里，总人口2795，人口密度42.3人/平方公里（2011年1月1日）。